# Alexandru Lupu
Alexandru Lupu (n. 18 octombrie 1838, Lugoj – d. 1 august 1925, Viena) a fost un înalt ofițer de origine română în armata imperială a Imperiului Austriac, respectiv în Armata Comună a Austro-Ungariei, comandant al regimentului de infanterie Karl Alexander Großherzog von Sachsen-Weimar-Eisenach nr. 64, apoi avansat la gradul de general-maior (Generalmajor) și președintele al asociației române de la Viena responsabilă pentru ridicarea bisericii române ortodoxe în capitala Cisleithaniei.

## Biografie
Încă de la vârsta de 10 ani, viitorul general a rămas orfan de tată și a fost crescut de fratele mai mare, Ioța Lupu, care s-a ocupat și de educația lui. Fratele a avut resursele financiare pentru a-l trimite pe Alexandru la Școala normală de matematică din Caransebeș, unde acesta s-a evidențiat rapid prin energia și ambiția sa. În școală se preda nu numai în limbile maghiară și germană, ci și în română, ceea ce a făcut din elevul lugojean un adevărat poliglot. Cercetătorul Trințu Măran din Viena spunea, că Alexandru Lupu, ca ofițer, știa nu mai puțin de șapte limbi, inclusiv franceza, italiana și spaniola (era obiceiul ca ofițerii să știe limbile imperiului, ale aliaților dar și ale inamicilor).

Bătălia de la Königgrätz 1866

### Cariera militară
După absolvirea școlii matematice a intrat, în anul 1857, la îndemnul mitropolitului Andrei Șaguna, drept cadet în regimentul confiniar bănățean nr. 13. În 1859 a fost avansat sublocotenent și a luat parte la războiul din Italia în 1859. În 1860 a fost atașat comenzii generale din Timișoara, iar în 1862 a devenit profesor la școala de cadeți a Regimentului 61. În 1866, la vârsta de 28 de ani, a fost avansat locotenent, de atunci mereu in regimentul nr. 64, a participat la războiul austro-prusac, în bătălia de la Königgrätz, Bisternitz (azi: Záhorská Bystrica) deși în ultima luptă a războiului la Blumenau (azi: Lamač).
În consecință făcut locotenent major (Oberleutnant) (1867) și decorat pentru merite deosebite cu Medalia de război „Meritul în Serviciu” de clasa I. La 1 noiembrie 1878 a fost avansat la gradul de căpitan de primă clasă și comandant de cordon pe sectorul strategic al Dunării de Jos, cu sediul la Orșova. În același an și-a ales drept soție tot o româncă, pe Blanca, originară din Arad. Pe 1 aprilie 1885 i-a fost îngăduit să poarte Crucea de Cavaler al Ordinului „Șoimu Alb” al Casei Arhiducale de Saxonia-Weimar în Austria. În ziua de 1 noiembrie 1887 a fost trecut la rangul de maior, apoi la 1 mai 1892 la cel de locotenent-colonel.

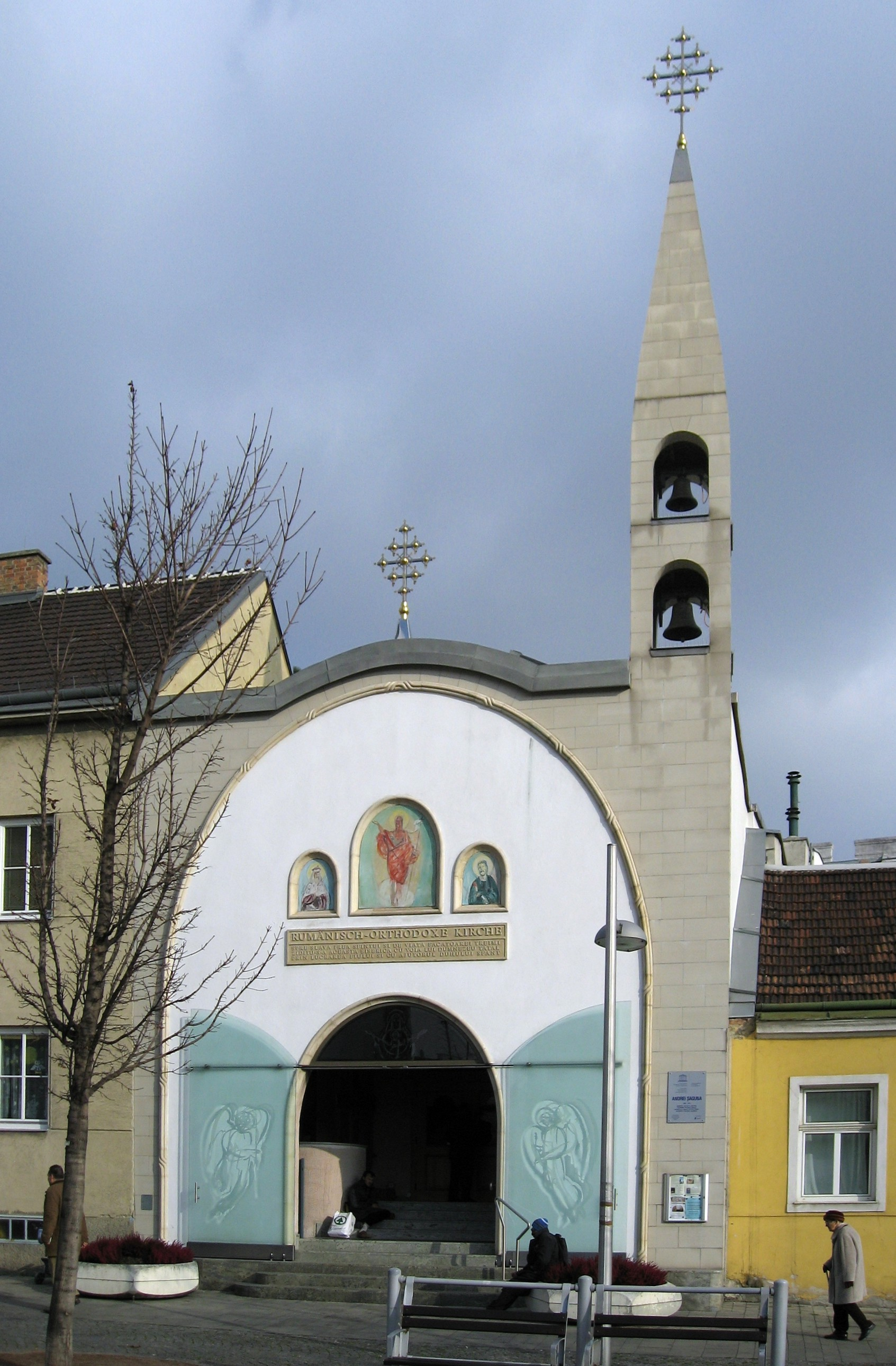
Biserica Ortodoxă Română din Viena

În ziua de 1 mai 1895 a fost numit colonel și comandant al regimentului de infanterie Karl Alexander Großherzog von Sachsen-Weimar-Eisenach nr. 64.
La cererea sa, împăratul Franz Josef I al Austriei a aprobat pensionarea lui în ziua de luni, 15 martie 1896, și l-a onorat cu Ordinul Militar de Merit cu decorația de război. A fost avansat mai târziu, pe 25 februarie 1908, la gradul de general titular.
După ce a intrat în retragere după aproape 40 de ani de serviciu militar, generalul s-a stabilit la Viena, unde a și murit. Este înmormântat în Cimitirul Central din Viena.

### Sprijinul pentru românii din Austro-Ungaria
În anul 1892 românii ortodocși din Viena au înființat o asociație având ca obiect construirea unei biserici româno-greco-orientale, asociație intitulată Rumänisch-griechisch-orientalische Kaiser-Jubiläums-Kirchenbau- und Kirchengründungsverein in Wien, cu referire la jubileul de domnie al împăratului Franz Joseph I din anul 1908. Alexandru Lupu, pe atunci colonel, ulterior general, a deținut funcția de președinte al acestei asociații. A mai  fost inițiator și protector al „Clubului Român” în capitala imperiului, de asemenea membru de onoare al asociației „România Jună”.

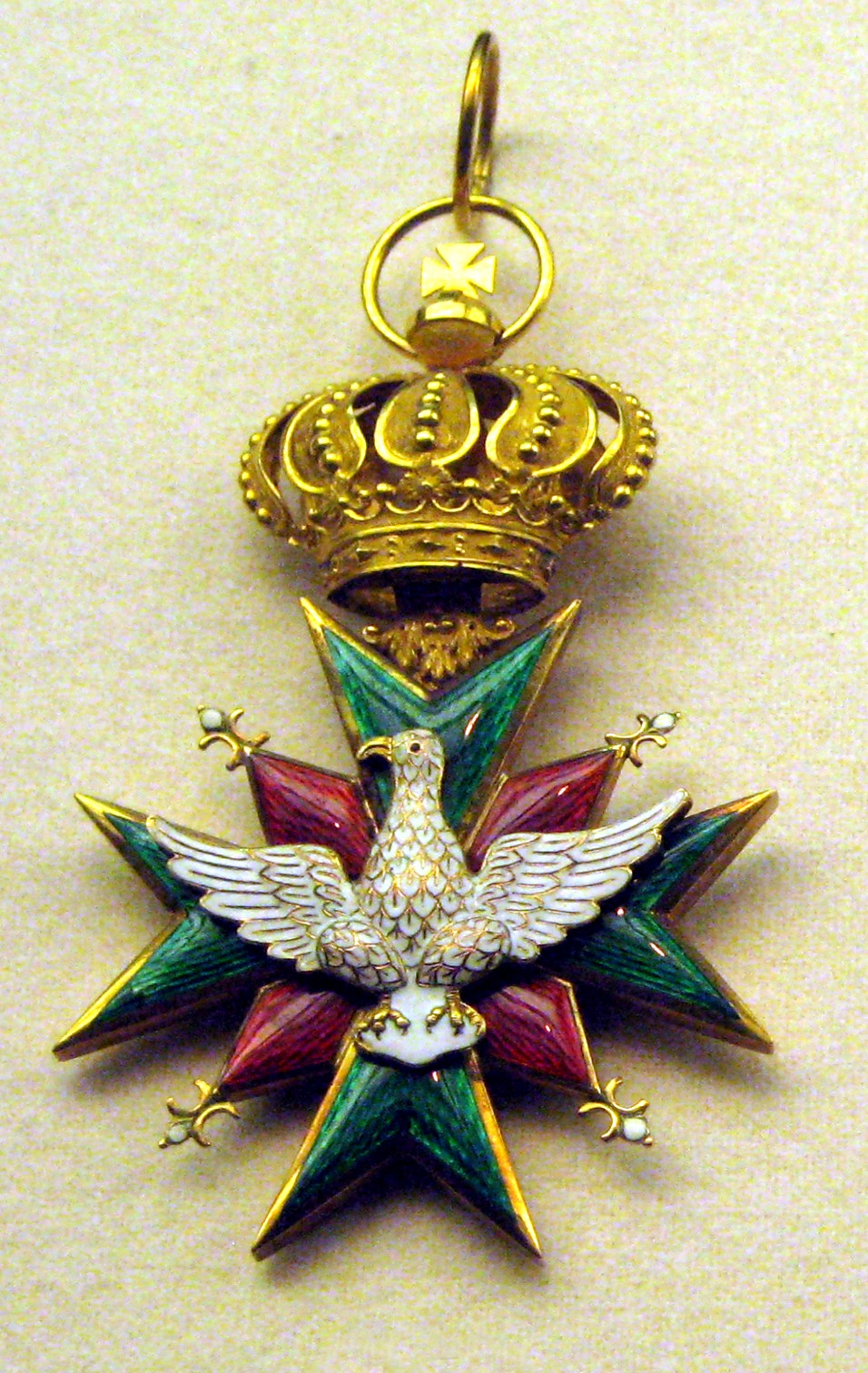
Ordinul Șoimului Alb al Saxoniei-Weimar

O activitate foarte importantă, așa cum se desprinde din memoriile sale a fost hotărârea de a compune o listă a românilor din Viena. În decursul anului 1898, a făcut un extras din Dicționarul Lehmann, care cuprindea toate adresele românești, apoi a trimis pe tinerii de la „România Jună” prin toate districtele Vienei, ca să se convingă despre identitatea românească a familiilor. A intrat personal prin mânăstirile catolice și s-a convins câte fetițe române se aflau în ele; mai departe, a cerut să i se facă cunoscut numele elevelor greco-orientale române de la școlile medii și poporale din Viena. De ce acest demers a fost tare important, se află mai departe: În trei mânăstiri au fost peste 60 de fetițe internate, care după informațiile trase, nu primeau nici o instrucțiune religioasă românească, ci se creștinau tot în sens romano-catolic. Directorițele au fost în cea mai mare parte din Franța. Părinții, trăind în credința, că în clasele mai înalte a mânăstirilor din străinătate tot așa se respectă religiunea și sărbătorile ca în cele din România, au trimis fiicele prin aceste internate, care le absolveau la 16-18 ani, cu consecința  că unele se catolizeaseră și rămâneau prin mânăstire ca și călugărițe, unde, la timp, au atras și averea moștenită de la părinți; altele se duceau acasă, catolizate gata. Acele care rămâneau credincioase religiunii străbune, au trebuit să-și dea cuvântul că nu se vor căsători fără voia directoarei din mânăstire.
În anul 1902 a pus bazele Casei Naționale, un fond destinat înființării "primului Museu istoric și etnografic al Românilor de sub coroana Sfântului Ștefan."
Ideea zămislită în inima câtorva români în frunte cu protectorul lor, generalul Alexandru Lupu, de a aduna pe toți coloniștii trup s-a făcut în anul 1903, când s-a înființat societatea „Clubul Român” la Cluj.
El a fost de asemenea membru în prezidiul „Oesterreichischer Reichsverein” (Asociația Austriei Imperiale), și în această funcție a cerut într-un memoriu împreună cu alți membrii, în iuie 1914, modificarea constituției actuale prin o reformă profundă a acelei pe baza principiului unei autonomii naționale.
După izbucnirea Primului Război Mondial a instalat ca președintele asociației române de la Viena  un comitet de ajutor cu misiunea de a ajuta pe soldați râniți din capitală sau împrejurare de origine română prin vizite, traduceri pentru persoane sau alte organe în spitale, întreținerea corespondenței cu rude precum punerea la dispoziție de cărți și biblii de limba română. Mai departe au fost adunate și predate cadouri precum articole de larg consum.
Cât despre generalul Alexandru Lupu, rămâne actual și acum mesajul său testamentar: „Să țineți morțiș la credința străbună, pentru că ea ne-a făcut ceea ce suntem: un popor civilizat, cu speranță într-un viitor tot mai bun și mai consolidat.”